# Sonderberichterstatter zum Recht auf Bildung
Die Stelle eines Sonderberichterstatters zum Recht auf Bildung (engl.: Special Rapporteur on the right to education) wurde geschaffen, da Bildung sowohl ein Menschenrecht ist, als auch eine unverzichtbare Voraussetzung um die Menschenrechte wahrzunehmen und dafür einzustehen.

## Das UN-Mandat
Die UN-Menschenrechtskommission schuf diese Stelle am 17. April 1998 mittels einer Resolution, in welcher auch der Auftrag definiert wurde. Dieses UN-Mandat ist auf drei Jahre befristet und wird regelmäßig verlängert. Nachdem die UN-Menschenrechtskommission im Jahr 2006 durch den UN-Menschenrechtsrat ersetzt wurde, ist dieser nun zuständig und übt die Aufsicht aus. Die letzte Verlängerung des Mandates erfolgte am 10. Juli 2017.
Der Sonderberichterstatter ist kein Mitarbeiter der Vereinten Nationen, sondern wird von der UN mit einem Mandat beauftragt und dazu erließ der UN-Menschenrechtsrat einen Verhaltenskodex. Der unabhängige Status des Mandatsträgers ist für die unparteiische Wahrnehmung seiner Aufgaben entscheidend. Die Amtszeit eines Mandats ist auf maximal sechs Jahre begrenzt.
Er erstellt thematische Studien und erarbeitet Leitlinien zur Verbesserung der Menschenrechte. Der Sonderbeauftragte macht auf Einladung von Staaten Länderbesuche und kann in beratender Funktion Empfehlungen abgeben. Er prüft Mitteilungen und unterbreitet den Staaten Vorschläge, wie sie allfällige Missstände beheben können. Er macht auch Anschlussverfahren in welchen er die Umsetzung der Empfehlungen prüft. Dazu erstellt er Jahresberichte zuhanden des UN-Menschenrechtsrat.

## Amtsinhaber
- 1998–2004 Katarina Tomasevski – Kroatien
- 2004–2010 Vernor Muñoz – Costa Rica
- 2010–2016 Kishore Singh – Indien
- 2016–2022 Koumbou Boly Barry – Burkina Faso
- seit 2022 Farida Shaheed – Pakistan

## Websites
- Internetseite Sonderberichterstatter für das Recht auf Bildung (französisch)
- Internetseite Sonderberichterstatter für das Recht auf Bildung (englisch)